# Нюрпод
Нюрпо́д (рос. Нюрпод) — присілок в Вавозькому районі Удмуртії, Росія.
Населення — 1 особа (2010; 17 в 2002).
Національний склад (2002):
- росіяни — 100 %

Урбаноніми:
- вулиці — Ставкова